# Place Charles-de-Gaulle
Plac Charles-de-Gaulle, powszechnie i historycznie znany jako plac Gwiazdy (fr. Place de l'Étoile) – rondo znajdujące się w Paryżu między 8., 16. i 17. dzielnicą. W centrum placu znajduje się Łuk Triumfalny.

## Opis placu
Plac Charles-de-Gaulle jest drugim co do wielkości w Paryżu po placu Zgody. Nazywano go placem Gwiazdy z powodu dwunastu alei, które do niego prowadziły i tworzyły gwiazdę. W 1970 r. po śmierci generała de Gaulle'a plac został przemianowany na jego cześć, jednak dawna nazwa placu nadal jest bardziej rozpowszechniona.
Lista alei odchodzących od placu Gwiazdy:
- avenue de Wagram;
- avenue Mac-Mahon;
- avenue Carnot;
- avenue de la Grande-Armée;
- avenue Foch;
- avenue Victor-Hugo;
- avenue Kléber;
- avenue d'Iéna;
- avenue Marceau;
- avenue des Champs-Élysées;
- avenue de Friedland;
- avenue Hoche.

Na placu mieści się Łuk Triumfalny, budowany w latach 1806–1836 w celu uczczenia zwycięstw Napoleona.

Usytuowanie placu Charles-de-Gaulle w Paryżu

## Ciekawostka
Na świecie istnieje tylko jeszcze jeden plac z dwunastoma ulicami odchodzącym od tworzącego go ronda. Jest to główny plac w polskim miasteczku Krynki, przy granicy z Białorusią. Plac gwiaździsty w Krynkach powstał w II połowie XVIII wieku.